# Jean Palaprat
Jean Palaprat (* Mai 1650 in Toulouse; † 14. Oktober 1721 in Paris) war ein französischer Dramatiker.

## Leben und Werk
Jean Palaprat, Herr von Bigot, studierte Rechtswissenschaft in Toulouse und war ab 1675 Ratsherr (capitoul) der Stadt. Schon früh zeichnete er sich bei den Jeux floraux als Dichter aus. 1671 ging er nach Paris und verkehrte mit Molière und dem Schauspieler Domenico Biancolelli (1636–1688). Sein Zusammentreffen mit David-Augustin de Brueys führte zu einer Reihe gemeinsam verfasster Farcen und Komödien, unter denen Le Muet (Der Stumme) (1693) und Le Grondeur (Der Meckerer) (1693) den größten Erfolg hatten und, wie auch Palaprats eigenes Stück Le Ballet extravagant (1694), später in die Petite Bibliothèque des Théâtres aufgenommen wurden. Das gemeinsam verfasste Stück Le Secret révélé (1690) war eigens für den Schauspieler Jean-Baptiste Raisin verfasst. Palaprat wurde Sekretär von Philippe de Bourbon, duc de Vendôme, war mit ihm ab 1694 in Italien und gab das Stückeschreiben auf. Moderne Ausgaben seines Theaters fehlen.

## Werke
- Petite Bibliothèque des Théâtres. Band 35. Chef-d’œuvres de Brueys. Vie de Brueys, suivie du catalogue de ses pièces, et précédée de son portrait. L’Avocat Patelin, comédie. Le Muet, comédie, par Brueys et Palaprat. 1786.
  - (deutsch) Johann Friedrich Schmidt: Der Stumme. Ein Lustspiel in 5 Akten. Dyk, Leipzig 1778.
- Petite Bibliothèque des Théâtres. Band 37. Chef-d’œuvres de Palaprat. Vie de Palaprat, suivie du catalogue de ses pièces, et précédée de son portrait. Le Ballet extravagant, comédie. Le Grondeur, comédie, par Brueys et Palaprat. 1787.